# Johnossi

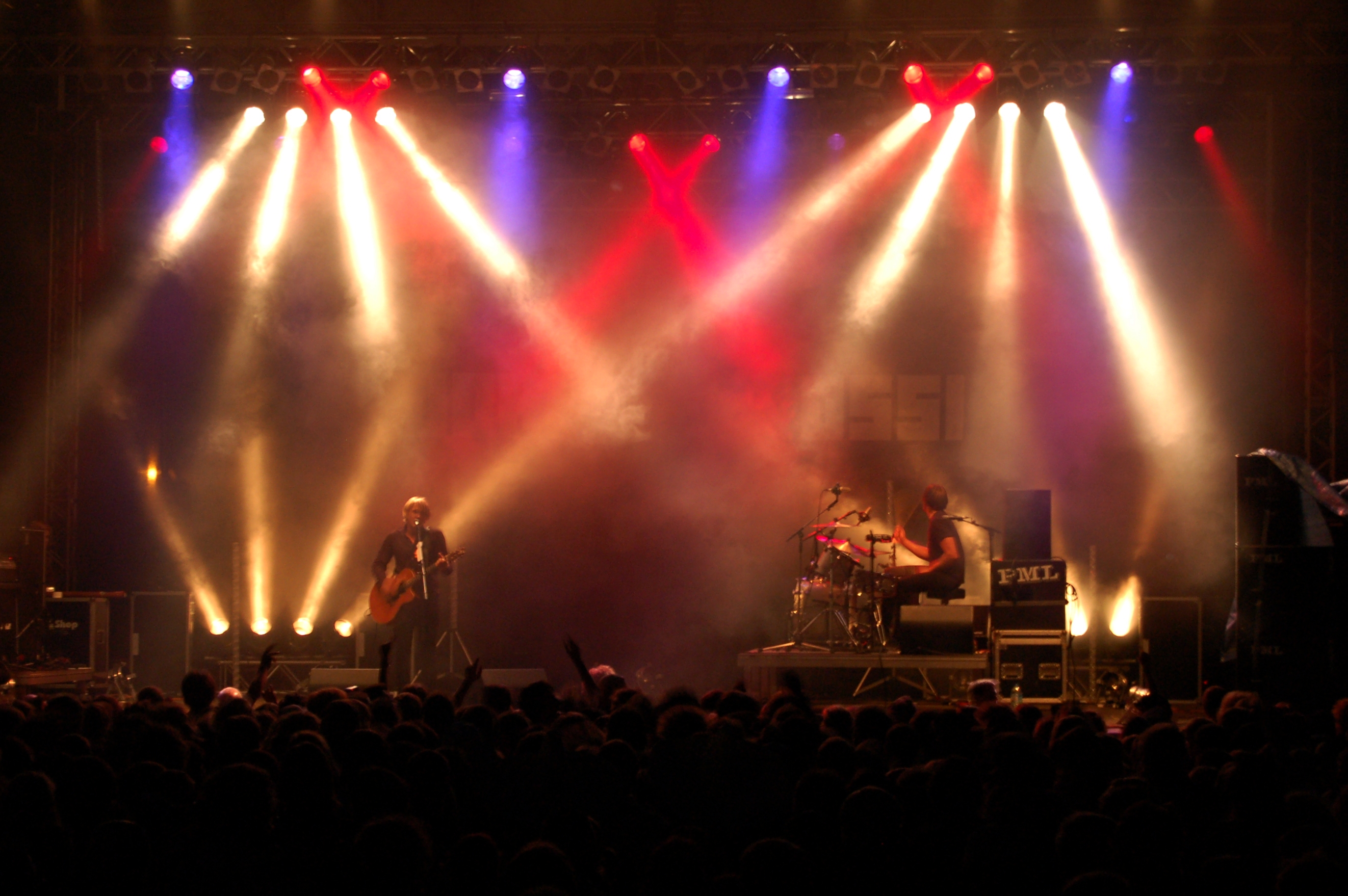
Johnossi 2008

Johnossi (читается «Йоносси») — это рок-дуэт из Стокгольма, Швеция. Имена участников группы (Йон и Оскар «Осси») образуют имя самой группы. В их музыке равномерно сочетаются хард-рок, блюз-риффы, пост-панк и лирические темы.

## История
Энгельберт и Бонде познакомились, когда им было по 12 и 15 лет соответственно. Дуэт Johnossi был сформирован в 2004 году. Отыграв всего четыре концерта, группа подписала контракт с местным лейблом. Спустя 5 месяцев, в январе 2005 года, был выпущен одноимённый альбом под малоизвестным шведским инди-лейблом. В 2006 году альбом был переиздан под лейблом V2 Music с тремя дополнительными треками.
Второй альбом «All They Ever Wanted» вышел в свет в апреле 2008 года под лейблом Universal UK.
В 2007—2009 годах дует проводит несколько турне, как сольных, так и с другими шведскими группами, такими как Mando Diao, The Soundtrack of Our Lives и Sibling Sense.
Третий альбом «Mavericks» выпущен в 2010 году.

## Саундтреки
Трек «Execution Song» использовался в фильме Эксперимент 2: Волна («Die Welle», Германия, 2008.) и компьютерной игре NHL 09
Трек «Into The Wild» использовался в сериале Свидетели (2016)
Трек "Air Is Free" использовался в компьютерной игре NHL 18

## Состав
- John Engelbert — вокал и гитара
- Oskar «Ossi» Bonde — барабаны и вокал

## Дискография

### Альбомы
| Год        | Альбом                                                                                         | Позиция в чарте | Позиция в чарте | Сертификация |
| Год        | Альбом                                                                                         | SWE             | SUI             | Сертификация |
| ---------- | ---------------------------------------------------------------------------------------------- | --------------- | --------------- | ------------ |
| 2006/ 2007 | Johnossi - Выпущен: 2006 / 2007 - Лейбл: - Rekord Musik - V2 Music Scandinavia - Control Group | 33              | –               |              |
| 2008       | All They Ever Wanted - Выпущен: 2008 - Лейбл: Universal                                        | 11              | –               |              |
| 2010       | Mavericks - Выпущен: 2010 - Лейбл: Universal                                                   | 4               | 54              |              |
| 2013       | Transitions - Выпущен: 23 марта 2013 - Лейбл: Universal                                        | 5               |                 |              |
| 2017       | Blood Jungle - Выпущен: 17 февраля 2017 - Лейбл: Universal                                     | 7               | 46              |              |
| 2020       | Torch // Flame - Выпущен: 28 февраля 2020 - Лейбл: Universal                                   | 27              | –               |              |

### EP
- 2006 Execution Song (EP), V2 Music Scandinavia
- 2016 Air Is Free (EP), Universal
- 2017 Live In Berlin (EP), Bud Fox Recordings

### Синглы
| Год  | Сингл                | Позиция в чарте | Сертификация | Альбом               |
| Год  | Сингл                | SWE             | Сертификация | Альбом               |
| ---- | -------------------- | --------------- | ------------ | -------------------- |
| 2008 | "Party With My Pain" |                 |              | All They Ever Wanted |
| 2010 | "What's the Point"   | 20              |              | Mavericks            |
| 2010 | "Dead End"           | 58              |              | Mavericks            |
| 2016 | "Air Is Free"        |                 |              | Blood Jungle         |